# トランスヒートコンテナ
トランスヒートコンテナは工場などから出る低温（200℃以下）の廃熱を潜熱蓄熱材（英: Phase Change Material）に回収して蓄熱し、遠く離れた場所に搬送して熱エネルギーを利用する仕組み。「熱の宅配便」とも呼ばれる。
工場廃熱を利用することにより二酸化炭素（CO2）の削減や省エネルギーが図れ、パイプラインなどのインフラを整備する必要がないため導入コストも低くできるメリットがある。
この技術はドイツの航空宇宙研究所（DLR）で研究開発され、1999年に実用化された。その後日本にも技術導入され、さらなる用途開発がおこなわれ、現在さまざまな場面で利用されている。
潜熱蓄熱材として主に酢酸ナトリウム三水和物が用いられているが、より蓄熱量が多く高い融点温度のエリスリトールによる方法も導入されている。